# Gyland
Gyland är en kyrkby i Flekkefjords kommun i Agder fylke i södra Norge. Orten ligger där fylkesväg 466 korsar Sørlandsbanan, vid vilken orten har en station. Här finns Gylands kapell, medan Gylands kyrka har flyttats till den närliggande byn Nuland.
Orten utgjorde tidigare centralort i dåvarande Gylands kommun.

## Bilder

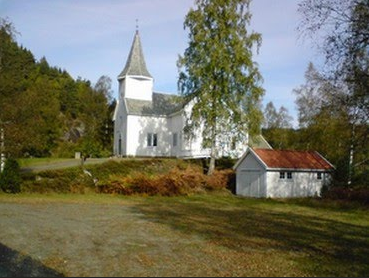
Gylands kyrka.
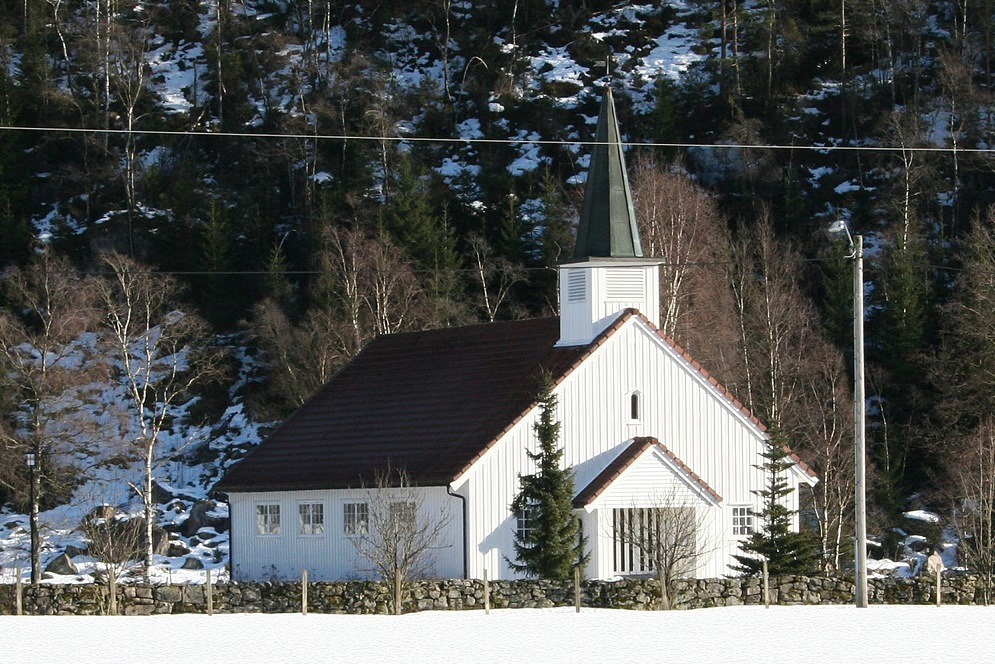
Gylands kapell.